# Geovanny Caicedo
Banner Geovanny Caicedo Quiñónez (ur. 28 marca 1981 w Esmeraldas) – ekwadorski piłkarz występujący najczęściej na pozycji środkowego obrońcy, obecnie bez klubu.

## Kariera klubowa
Caicedo jest wychowankiem trzecioligowego zespołu CS Patria z siedzibą w mieście Guayaquil. Do seniorskiej drużyny Patrii został włączony w wieku 18 lat. Sezon 2000 spędził w występującej na tym samym poziomie rozgrywek drużynie Huracán Sporting Club. Latem 2002 przeszedł do meksykańskiego drugoligowca Tigrillos UANL, pełniącego funkcję filii pierwszoligowego Tigres UANL, gdzie spędził rok, po czym powrócił do ojczyzny. Podpisał umowę z Barcelona SC, w której barwach zadebiutował w ekwadorskiej Serie A w sezonie 2003. Szybko wywalczył sobie miejsce w wyjściowym składzie Barcelony i w tych samych rozgrywkach wywalczył z nią wicemistrzostwo kraju. Sukces ten powtórzył także półtora roku później, w sezonie Apertura 2005. W 2004 roku wziął udział w pierwszym międzynarodowym turnieju w karierze – Copa Libertadores, odpadając z Barceloną w 1/8 finału.
Wiosną 2007, po niemal czterech latach spędzonych w Barcelonie, Caicedo przeniósł się do jej lokalnego rywala – CS Emelec. Jego zawodnikiem był przez rok, jednak nie odniósł z nim większych sukcesów, podobnie jak w swoim następnym klubie – stołecznym El Nacional. W styczniu 2009 odszedł na zasadzie wolnego transferu do Deportivo Quito, z którym już w pierwszych rozgrywkach zdobył premierowe mistrzostwo Ekwadoru w swojej karierze. Po dwóch latach spędzonych w Deportivo przeszedł do LDU Quito, gdzie w 2011 roku doszedł do finału Copa Sudamericana. Nie wystąpił w żadnym z dwóch meczów finałowych, przegranych ostatecznie z Universidadem de Chile.
W styczniu 2012 Caicedo, razem ze swoim rodakiem Joao Platą, podpisał umowę z kanadyjskim Toronto FC, występującym w rozgrywkach Major League Soccer. Nie zanotował jednak żadnego oficjalnego występu w barwach Toronto, gdyż po dwóch miesiącach, jeszcze przed startem ligi, rozwiązał z tym zespołem swój kontrakt.

## Kariera reprezentacyjna
W seniorskiej reprezentacji Ekwadoru Caicedo zadebiutował jeszcze jako zawodnik Barcelony, w 2004 roku. Siedem lat później został powołany przez selekcjonera Reinaldo Ruedę na rozgrywany w Argentynie turniej Copa América, gdzie nie rozegrał jednak ani jednego spotkania, pozostając rezerwowym kadry narodowej, która ostatecznie odpadła już w fazie grupowej.